# Edwige Veermeer
Edwige Veermeer (Gent, 21 november 1977) is een Vlaamse Pop en dancezangeres uit Gent met een Mauritiaanse moeder uit een muzikale familie en een Gentse vader.

## Biografie
Edwige Veermeer is de dochter van een Belgische vader die een taxibedrijf had en een Mauritiaanse moeder. Haar moeder stamde uit een muzikale familie en was lid van een gospelkoor.

### School
- Onze-Lieve-Vrouw van de Rozenkrans
- Postgraduaat Bedrijfscommunicatie, Artevelde hogeschool Gent
- Graduaat Bedrijfskunde, Hogeschool Gent - Campus Schoonmeersen[1]

### Dansopleiding
- 4 jaar jazzballet
- 4 jaar klassiek ballet
- 2 jaar control dancing bij Patrick de Coninck (22/03/1963) danser, leraar, choreograaf

### Beroepsleven
Edwige was in 1993 als 16-jarige al actief als achtergrondzangeres bij optredens van Helmut Lotti en ook van Bart Kaëll bij zijn lied 'Mooi weer vandaag' tijdens een uitzending van 10 om te zien op de dijk in Blankenberge. Een jaar later haalde ze de kwart finale van de VTM soundmixshow waarna ze in 1995 als zangeres 'Ceejay' probeerde door te breken.
In 1996 werd ze lid van het trio Candy. Met 'Kon ik maar even' een cover van Guantanamera stonden ze enkele weken in de Ultratop-50 en verscheen ze met deze groep opnieuw in 10 om te zien. Een jaar later verliet ze deze groep die nog even in een andere samenstelling verder ging.
Edwige Veermeer behaalde in 1998 de titel Miss Oost-Vlaanderen en nam in 1999 deel aan de Miss België verkiezingen die haar een finaleplaats en de titel Miss Sympathie opleverde.
DJ Pedroh en Phil Wilde aka 'The king of commercial dance' stichtten 'The Oh!' naar de gelijknamige discotheek in Gavere met Edwige als leadzangeres. De groep trad onder meer op in de Antwerpse discotheektempel de Zillion wat gefilmd werd voor latere uitzendingen. Vanaf 2002
was ze actief als 'Edvika' in soloprojecten.
In 2006 eindigde ze zesde met 17 punten in de 2de kwartfinaal van de Belgische Eurosong kwalificatie met 'Case Creola' en het lied 'Easy esta noche'. Een jaar later trouwde ze en stak ze vooral tijd in haar persoonlijk leven.
Naast een job als cabinepersoneel bij Brussels Airlines , is ze sinds 2009 ook bekend als uitbater van een Gents taxibedrijf en beschikbaar als professioneel presentatrice.

## Muziekprojecten

### Groepen
- Timeshift, als danseres
- Candy met Melina Vissers en Kelly De Bock, als zangeres
- The oh!, als leadzangeres

### Solo
- Ceejay
- Edvika
- Casa Creola

## Media

### Tijdschriften
- 2002 P-magazine[4]

### Televisie
- 1993 Tien om te zien - Blankenberge met Bart Kaëll bij zijn lied 'Mooi weer vandaag'
- 1994 als deelneemster aan de VTM soundmixshow
- 1996 Tien om te zien - Blankenberge en Studio Manhattan met Candy en 'Kon ik maar even'[5]
- 1999 De Muziekdoos - Oostende met The Oh! en 'Won't you show me the Way'[6]
- 2006 Eurosong preselectie - VRT1 met Casa Creola en 'Easy esta noche'[7]

### Discografie
| Single met hitnotering(en) in de Vlaamse Ultratop 50 | Datum van verschijnen | Datum van binnenkomst | Hoogste positie | Aantal weken | Opmerkingen                             |
| ---------------------------------------------------- | --------------------- | --------------------- | --------------- | ------------ | --------------------------------------- |
| Time, Now's The Time                                 | 1995                  | -                     |                 |              | CeeJay                                  |
| Kon ik maar even                                     | 1996                  | 06/04/1996            | 37              | 6            | Candy                                   |
| Bel me (Ooh Wee Ooh )                                | 1996                  | 13/07/1996            | 36              | 1            | Candy                                   |
| Call me                                              | 1996                  | -                     |                 |              | Candy                                   |
| Kom wat dichter                                      | 1996                  | -                     |                 |              | Candy                                   |
| Won't You Show Me The Way                            | 1999                  | -                     |                 |              | The Oh!                                 |
| Got to be free                                       | 1999                  | -                     |                 |              | The Oh!                                 |
| I'm on my Way                                        | 2000                  | -                     |                 |              | The Oh!                                 |
| Forever in my Life                                   | 2000                  | -                     |                 |              | The Oh!                                 |
| Eternity                                             | 2001                  | -                     |                 |              | The Oh!                                 |
| Sometimes                                            | 2002                  | -                     |                 |              | Edvika                                  |
| Once in a Lifetime                                   | 2002                  | -                     |                 |              | Edvika                                  |
| Close To Me                                          | 2002                  | -                     |                 |              | Fire & Ice ft Edvika                    |
| Easy esta noche                                      | 2006                  | -                     |                 |              | Casa Creola Eurosong België             |
| Lola Poco Loca                                       | 2006                  | -                     |                 |              | Casa Creola Clip opgenomen op Mauritius |